# درو
برداشت یا خرمن‌برداری به فرایند جمع‌آوری محصولات رسیده شده از زمین کشاورزی گفته می‌شود، که به‌طور معمول با داس یا با کمباین و دیگر ابزارآلات در اواخر فصل کاشار انجام می‌شود. به عمل برداشت دانه‌ها و محصولات دِرَویدن (درو کردن) و به تودهٔ محصولات تلنبارشده خَرمَن گفته می‌شود. در کشتزارهای مکانیزه، برداشت با بهره‌گیری از گران‌قیمت‌ترین و پیچیده‌ترین ماشین‌آلات کشاورزی صورت می‌پذیرد.

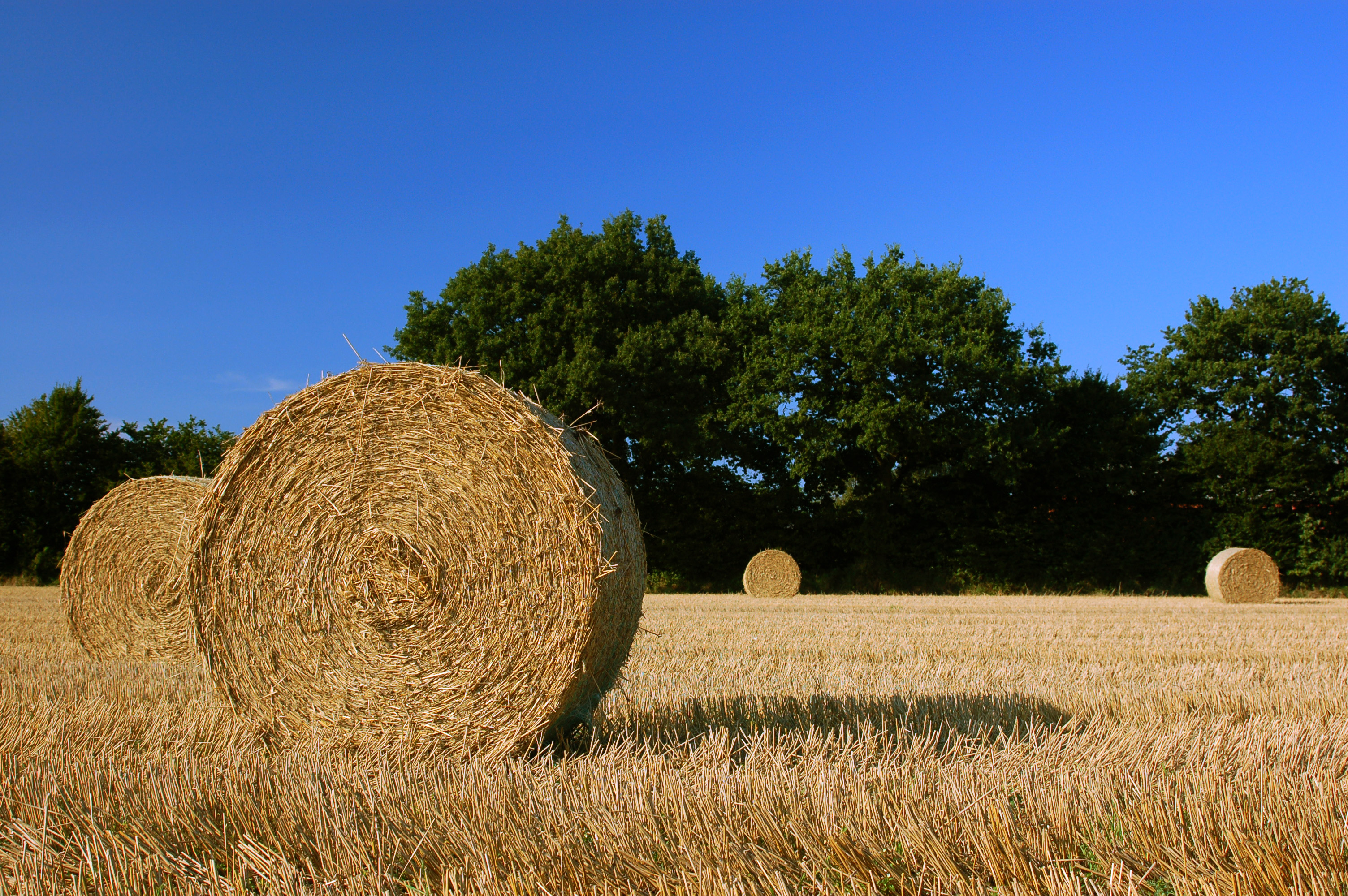
تکه‌های یونجه در اشلسویگ-هولشتاین، آلمان

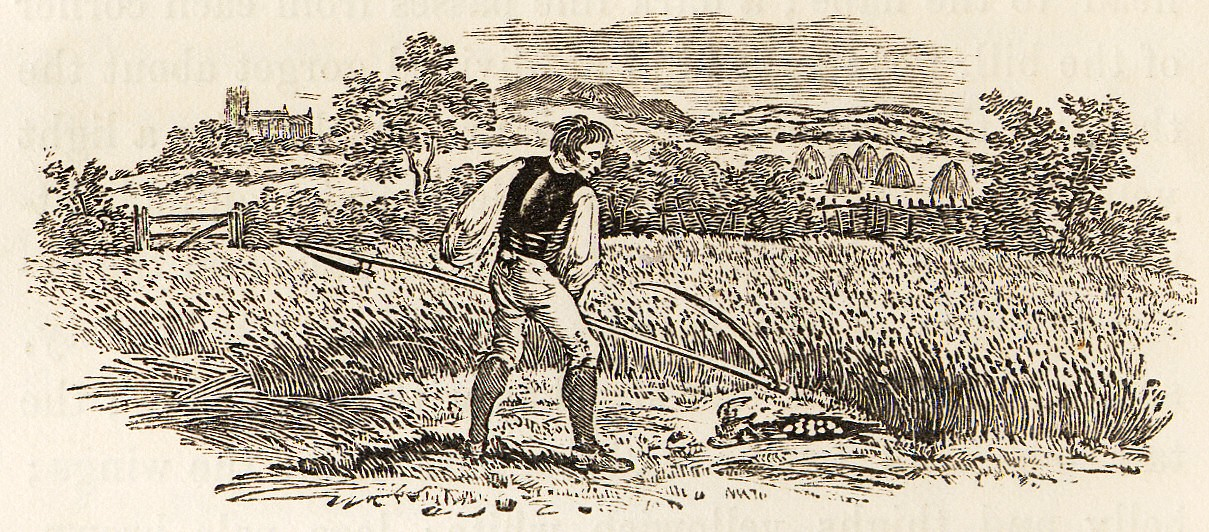
چوب‌تراشی از یک دروگر در تاریخچه پرندگان بریتانیا نوشتهٔ توماس بیویک(۱۷۹۷).

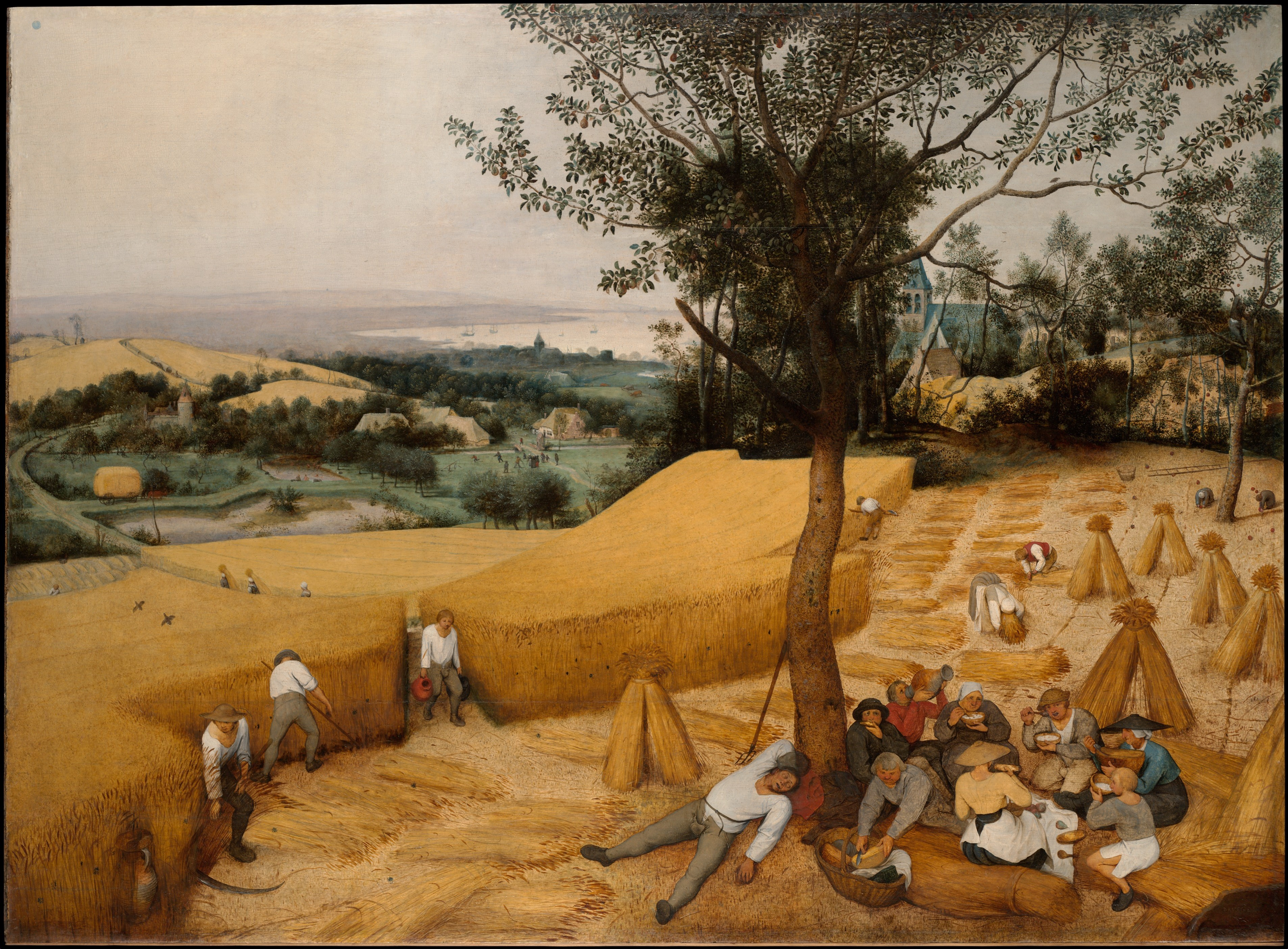
برداشت محصول اثر پیتر بروگل